# Buzy-Darmont
Buzy-Darmont è un comune francese di 577 abitanti situato nel dipartimento della Mosa nella regione del Grand Est.

## Società

### Evoluzione demografica
Abitanti censiti